# Godiva (cràter)
Godiva és un cràter d'impacte en el planeta Venus de 30,7 km de diàmetre. Porta el nom de Lady Godiva «Godgifu» (968-1057), dama anglosaxona, i el seu nom va ser aprovat per la Unió Astronòmica Internacional el 1994.